# Per-Olof Serenius
Per-Olof "Posa" Serenius, född 9 mars 1948 i Hedemora, är en svensk före detta isracingförare med två VM-guld på meritlistan. Han tävlade för SMK Gävle.

## Karriär
Serenius har blivit världsmästare i isracing individuellt två gånger: 1995 och 2002. Titlarna tog han i den i sammanhanget anmärkningsvärda åldern av 47 respektive 54 år. Svensken, som också blev världsmästare i lagtävling tre gånger (1985, 1995, 2002), deltog totalt i 32 VM-finaler där han förutom de två VM-titlarna också har tre andraplatser. Serenius tog så sent som 2012 sitt 22:a SM-guld. I januari 2017 avslutade han karriären med en tävling på hemmaarenan Gävle motorstadion.
Serenius bor i Falun tillsammans med sin hustru men arbetar som brandman för Gävle kommun. 
Serenius är huvudperson i dokumentärfilmen Icy Riders från 2008. 
År 2017 deltog han i den nionde säsongen av TV-programmet Mästarnas mästare.